# 埃塞俄比亚国家档案馆和图书馆
埃塞俄比亞國家檔案館和圖書館為埃塞俄比亞的國家圖書館與檔案館，位於首都亞的斯亞貝巴，由皇帝海尔·塞拉西一世於1944年成立，檔案館則成立於1979年，其收藏品包括早在14世紀和15世紀寫成的古代和歷史手稿。埃塞俄比亞國家檔案館和圖書館實施法定送存制度。

## 历史
1976年，第50/76号公告赋予图书馆合法权利，收集该国出版的每种材料的三份副本。1999年，图书馆通过公告号179.1999作为一个国家机构重新建立。计划到2020年成为非洲五大国家图书馆和档案馆之一。它目前是埃塞俄比亞文化和旅游部的一个单位。